# اس‌اس اسنفیلد
اس‌اس اسنفیلد (به انگلیسی: SS Snefjeld) یک زیردریایی بود. این زیردریایی در سال ۱۹۰۱ ساخته شد.